# Mary Tyler Moore

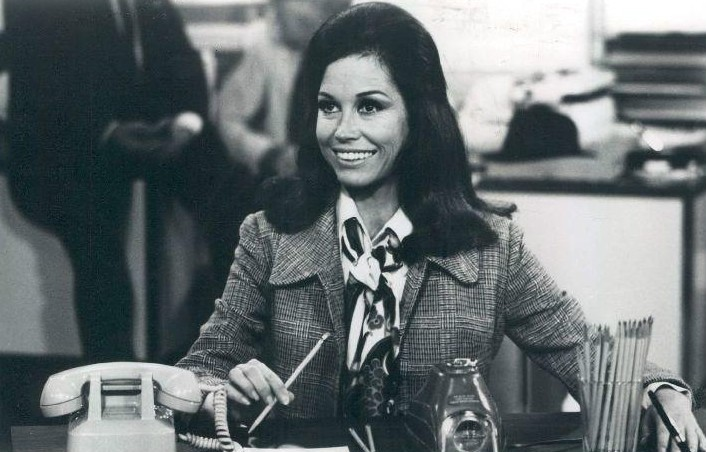
Mary Tyler Moore i TV-serien The Mary Tyler Moore Show 1977.

Mary Tyler Moore, född 29 december 1936 i Brooklyn i New York, död 25 januari 2017 i Greenwich i Connecticut, var en amerikansk skådespelare.
Hon började sin karriär som dansare och blev känd för sina vackra ben, men bytte sedan till skådespelaryrket. Efter en del småroller i olika TV-serier fick hon sitt stora genombrott som hemmafru i The Dick Van Dyke Show 1961–1965, som även var populär i Sverige. Hon gjorde sin egen uppföljare, The Mary Tyler Moore Show 1970–1977, där hon spelade en yrkesarbetande kvinna.
Hon filmade endast sporadiskt och hade inte någon större framgång, med undantag för rollen som modern i familjedramat En familj som andra (1980), där hon visade dramatisk talang och belönades med en Golden Globe och en oscarsnominering.
Moore upplevde många tragedier i sitt privatliv. Hennes mor var alkoholist, hennes syster dog av en överdos, hennes bror avled i cancer och hennes son avled av en skottskada 1980. Moore hade själv alkoholproblem under en period på 1970-talet. Efter det levde hon hälsosamt som vegetarian och var engagerad i djurrättsfrågor och djurskyddsarbete.
Moore genomgick elektiv hjärnkirurgi för att avlägsna en godartad meningiom. Hon var gift tre gånger och avled 2017.

## Filmografi i urval
- 1961 – X-15
- 1967 – Moderna Millie
- 1970–1977 – The Mary Tyler Moore Show (TV-serie) (168 avsnitt)
- 1980 – En familj som andra
- 1986 – Just Between Friends
- 1993 – Stolen Babies (TV-film)
- 1996 – Flirting with Disaster
- 2000 – Good As Gold (TV-film)
- 2003 – Blessing (TV-film)
- 2006 – That '70s Show (TV-serie) (3 avsnitt)